# قتل شیما صباگردی
قتل شیما صبا گردی رویدادی بود که در مرداد ۱۳۹۸ رخ داد و طی آن دختری ۱۶ ساله بنام شیما صباگردی که از منزل فرار کرده بود توسط مردی ۶۰ ساله بنام بهلول ابوالحسنی در پارک سوار بیهقی (میدان آرژانتین) اغفال و به منزلش منتقل و حبس گردید. شیما در ۱۰ روزگی به خانواده صباگردی سپرده شده بود. با پیگری‌های احمد صباگردی ناپدری شیما پس از ماه‌ها بهلول، به قتل شیما صباگردی اعتراف کرد و نهایتاً پس از چند بار ارائه آدرسهای غلط از محل جسد، به محل دفن جسد اعتراف کرد. قاتل ابتدا به قصاص محکوم شد اما با پرداخت ۱ میلیارد تومان به مادر خونی شیما که به دلیل اعتیاد شیما را در ده روزگی به خانواده صباگردی داده بود رضایت آنان را گرفت. قاتل به جهت جنب عمومی جرم به جبس محکوم گردیده بود که پس از طی ۵ سال از حبش با پذیرش درخواست عفو توسط محسنی اژه ای در خرداد ۱۴۰۳ آزاد شد. آزادی وی با انتقادات گسترده مواجه گردید.
شیما از طریق یکی از بستگان متوجه این موضوع که خانواده صبا گردی پدر و مادر اصلی او نیستند و پدر و مادر خونی او مشهدی بوده‌اند می‌شود و خانه را برای رفتن به مشهد ترک می‌کند. وی پیشتر نیز ۲ بار سابقه فرار از منزل را داشته است که در حد یک روز طول کشیده است. آخرین تماس وی در ترمینال بیهقی با منزل بوده است. نا پدری او با مراجعه به ترمینال بیهقی مغازه ای که وی آخرین تماس را داشته می‌یابد و از طریق آنان متوجه می‌شود که شیما ساعت ۲ نیمه شب سوار خودروی پرشیای سفیدی شده است. با جستجوی‌های بیشتر، پدر از طریق رانندگان تاکسی مستقر در پایانه متوجه می‌شود که پیرمردی که شیما را سوار کرده فردی حدود ۶۰ ساله بنام بهلول ابوالحسنی است که به فروش مواد مخدر در آن منطقه شهرت دارد. با شکایت خانواده صبا گردی، پلیس بهلول را احضار می‌کند. وی ابتدا ادعا می‌کند که شیما را تا نظام آباد رسانده است و اطلاعی از سرنوشت وی ندارد تحقیقات نشان می‌دهد که وی دروغ گفته است و شیما را به خانه برده بوده است لذا دوباره احضار می‌گردد و این بار می‌گوید که شیما چند روز در خانه او بوده و ناگهان نیز از آنجا خارج شده و وی اطلاعی از سرنوشتش ندارد. بهلول با قرار وثیقه آزاد می‌شود.
عملکرد مأمور رسیدگی به پرونده در پلیس و عدم بازداشت بهلول، محل انتقاد ناپدری شیما بود و نهایتاً با انتشار فیلمی از تظلم خواهی وی که شرح واقعه را با گریه ابراز می‌داشت و سپس انتشار خبر فرار دختری بنام سیمرا که چند روز در منزل بهلول حبس بوده و با داد و فریاد و کمک همسایگان توانسته است بگریزد و دستور سید ابراهیم رئیسی (رئیس وقت قوه قضائیه) پرونده با دستور ویژه به جریان افتاد. از آنجا که دختری با مشخصات مشابه شیما در مشهد یافت شده بود پرونده به مشهد ارسال گردید بوده است که با دستور رئیسی به تهران بازگردانده و به جریان افتاده و این بار بهلول بازداشت می‌گرددو در آگاهی مرکز اعتراف می‌کند شیما شب در منزل وی خوابیده اما صبح از دنیا رفته بوده است و وی جسد او را از ترس به کاشمر برده و دفن کره است. جسد شیما در نقطه ای که قاتل ادعا می‌کرد یافت نشد. چندی بعد قاتل ادعا کرد که جسد را در زادگاه خودش (شهرستان کلیبر) کنار رودخانه دفن کرده است، اما جسد در آنجا نیز یافت نشد. نهایتاً پس از ماه‌ها وی اعتراف کرد که پس از قتل شیما، جنازه اش را در باغچه منزل دفن کرده است. با حفاری آنجا اسکلت شیما در حالیکه هنوز شالش دور استخوان گردنش بود یافت شد.
جلسه محاکمه که ۲۰ اردیبهشت سال ۱۴۰۱ در شعبه ۸ دادگاه کیفری استان تهران برگزار شد،
طبق قانون پدر و مادر خونی شیما که معتاد بوده و در ۱۰ روزگی وی را به «خانواده صباگردی» سپرده بودند «ولی دم» به‌شمار می‌رفتند و خانواده صباگردی که ناپدری و نامادری وی هستند در این باره اختیاری ندارند. از آنجا که پدر خونی وی با مادر خونی او مدتی عقد موقت بوده‌اند نام پدر در شناسنامه وی نبوده است. مادر خونی وی در ابتدا مدعی شد که خواهان قصاص است اما سپس با گرفتن پول رضایت داد. قاتل (بهلول ابوالحسنی) به دلیل جنبه عمومی جرم به ۸ سال زندان محکوم شد اما پس از سپری کردن چند سال از محکومیت توانست به بهانه بیماری درخواست عفو داده و با موافقت رئیس وقت قوه قضائیه (محسنی اژه ای) در خرداد ۱۴۰۳ از زندان خارج شود.

## بهلول ابوالحسنی
قاتل شیما مردی ۶۰ ساله بنام بهلول ابوالحسنی بوده است. گفته شده وی زاده کلیبر و فروشنده مواد مخدر شیشه بوده است. او ۷ سال قبل تر از همسرش جدا شده و همسرش به ترکیه مهاجرت کرده بود. محل نگهداری دختران توسط وی ساختمانی یک و نیم طبقه بدین صورت توصیف شده است که:  «مثل خانه وحشت بود، تمام درزهای خانه گرفته شده و با پتو خانه را عایق‌کاری کرده بود. در خانه‌اش گونی وجود داشت که حاوی ده‌ها جفت کفش دخترانه و بچگانه بود.» وی مدعی است که فروشنده لباس دست دوم بوده است.
رسانه‌های ایران اظهارات یک شاهد دیگر در میدان آرژانتین را چنین نقل کرده‌اند: «شغل او راننده تاکسی نما، اما در اصل ماده مخدر شیشه می‌فروشد. بهلول درعین حال مغز زنان و دختران شهرستانی یا تهرانی را شست وشو می‌دهد که به هر دلیلی از خانه خارج شده‌اند و پایشان به پایانه بیهقی باز شده است. زمانی که شیما همراه بهلول به راه افتادند سریعاً مقابل بهلول ایستادم و به او گفتم که این دختر خیلی کوچک است، این کار را نکن؛ اما بهلول به حرفم توجهی نکرد و گفت که این دختر تاکسی می‌خواهد قرار نیست اتفاقی رخ دهد.»

## سمیرا
۹ آبان ۱۳۹۹ نیز دختری بنام سمیرا (دومین دختری که ۲ روز در خانه بهلول بوه است) با داد و فریاد و شکستن شیشه‌ها و مداخله مردم و آتش‌نشانی از آنجا می‌گریزد. یک پایگاه خبری در این باره نوشت: «سمیرا بعد از انتقال به کلانتری نامجو در توضیح ماجرا به مأموران پلیس گفته بود: «مدتی قبل با پیرمردی به نام بهلول که صاحب همان خانه در خیابان سبلان است، طرح دوستی ریختیم. دو روز قبل به قصد استعمال مخدر شیشه با او به خانه اش رفتم. اما او در را روی من قفل کرد و از خانه رفت. دو روز در خانه اش بودم و بالاخره تصمیم گرفتم با کمک همسایه‌ها از آن خانه بیرون بیایم.» سمیرا آن شب نزد بازپرس کشیک دادسرا فرستاده شد اما آنجا هم اعلام کرد که از بهلول، قاتل شیما، شکایتی ندارد و همین که از خانه اش رها شده است برایش کافی است.»

## فریبا
در جریان رسیدگی به پرونده فردی دیگر نیز با مراجعه به پلیس مدعی شد که بهلول ممکن است در ناپدید شدن زنی دیگر بنام «فریبا» نقش داشته باشد. به نوشته روزنامه همشهری بتاریخ ۶ دی ۱۳۹۹: «این شاهد چند روز قبل قدم در اداره آگاهی تهران گذاشته و به مأموران گفت: بهلول را از سال‌ها قبل می‌شناختم. یک دوست مشترک به نام رامین داشتیم که معتاد بود. ۱۵سال قبل رامین به‌خاطر اعتیاد شدیدش کارتن خواب و بعد از آن هم ناپدید شد. همسرش به نام فریبا همه جا را به دنبال او گشت اما اثری از او به دست نیاورد. فریبا آخرین بار برای یافتن شوهرش به سراغ بهلول رفت اما پس از آن، او هم به طرز اسرار آمیزی ناپدید شد. بعد از ناپدید شدن این زن، خانواده‌اش همه جا را به دنبال او گشتند اما خبری از وی به‌دست نیاوردند و در نهایت دست از جست‌وجو کشیدند. این مرد ادامه داد: ۱۵سال از این ماجرا گذشت تا اینکه من چند وقت پیش خبر دستگیری بهلول و اعتراف وی به قتل دختر نوجوان را خواندم. با خواندن این خبر احتمال دادم که شاید بهلول ۱۵سال قبل بلایی بر سر فریبا آورده است. فریبا آخرین بار با بهلول دیده شده و پس از آن ناپدید شده بود. به همین دلیل تصمیم گرفتم موضوع را به پلیس اطلاع بدهم. با اظهارات این مرد، بازپرس جنایی تهران دستور تحقیقات تازه در خصوص پرونده زنی که ۱۵سال قبل ناپدید شده را صادر کرده و رسیدگی به پرونده بهلول وارد مرحله‌ای تازه شده است.»

## اطلاعات دختران دیگر
پدر شیما می‌گوید هنگامیکه عکس بهلول را در رسانه‌ها انتشار داده است اطلاعات مختلفی از افراد دریافت کرده است از جمله: "یکی از مهم‌ترین آنها پیام خانمی از آمریکا بود که با دیدن تصویری از بهلول در فضای مجازی او را شناسایی کرده بود و بعدها به پدر شیما گفت که در سال‌هایی که بهلول شاگرد مغازه همسر او در تهران بوده، خواهر کوچک او مفقود شده و دیگر هیچ گاه پیدا نشده است. صباگردی مقدم در ادامه می‌گوید از این خانم خواسته تا با پیگیری قضائی موجب شود پرونده جدیدی برای بهلول تشکیل شده یا به این پرونده رسیدگی شود ولی نهایتا به دلیل اینکه اقوام درجه یک دختر مفقودشده در ایران نبودند، پیگیری قضائی پرونده میسر نشد."

## نقد

### نقد عملکرد افسر مسئول پرونده
احمد صباگردی که حضانت شیما را بر عهده داشت از عملکرد پلیس انتقاد داشت. پلیس در ابتدا تنها به احضار قاتل (بهلول) اکتفا کرده بود و به عقیده احمد صبا گردی دستگیری و بازداشت قاتل یا بازرسی از منزلش می‌توانست به نتیجه زودتری برسد. همچنین پدر وی معتقد است که قاتل یک قاتل زنجیره ای است و بر اساس اطلاعاتی که به وی رسیده است دختران دیگری نیز می‌توانند از قربانیان وی باشند اما دستگاه قضائی به قاتل زنجیره ای بودن بهلول صباگردی اعتقاد نداشت و معتقد است که شاکی خصوصی دیگری علیه وی شکایت نکرده است. در بازرسی از منزل بهلول مقداری کفش و لباس دست دوم نیز یافت شد که قاتل ادعا کرد به دلیل اینکه فروشنده لباس دوم دم بوده آنها را نگه می‌داشته است. احمد صباگردی گفت:
 «وقتی بهلول دستگیر شد به همراه مأموران آگاهی برای بازرسی از خانه بهلول به آنجا رفتیم. حین بازرسی از خانه او یکسری زیورآلات و چندین لباس دخترانه کشف شد. این موارد نیز در پرونده موجود است، اما فردی به نام [...] که سال ۱۳۹۸عهده‌دار پرونده بود در رسیدگی به این موارد کم‌کاری کرد. هر چند که این مأمور در حال حاضر در اداره پلیس کار نمی‌کند، اما اگر زودتر پیگیر شکایت ما شده بود، شیما الان زنده بود. بهلول پس از اعلام مفقودی شیما یکی، دو بار دستگیر شد، اما هر بار مأموران از او سرنخی به دست نمی‌آوردند و او آزاد می‌شد تا اینکه دختری به نام سمیرا از خانه بهلول فرار کرد. از آنجا به بعد مأموران آگاهی، متهم را زیر نظر گرفتند و سپس او را دستگیر کردند. بهلول چند روز بعد از دستگیری به قتل شیما اعتراف کرد، اما دو بار برای گمراه کردن مأموران آگاهی آدرس جایی که جسد شیما را معدوم کرده بود، اشتباه اعلام کرد؛ یک بار گفت، جسد شیما را داخل رودخانه انداخته. بار دیگر گفت جسد شیما را از بالای یک پرتگاه داخل دره انداخته است تا اینکه بار آخر آدرس مدفون کردن جسد را به مأموران درست اعلام کرد و گفت جسد شیما را به خانه دیگر صاحبخانه اش که زنی مسن بوده، برده و آنجا جسد را در باغچه دفن کرده است. باغچه آن خانه توسط مأموران جست وجو و استخوان‌های شیما کشف شد. مأموران پلیس به ما گفتند جسد در عرض ۱۴ ماه نمی‌تواند به این شکل درآمده باشد و متهم قبل از اینکه جسد را مدفون کند با اسید سوزانده است. به همین خاطر فقط از شیما استخوان‌هایش باقی مانده بود.»
به گفته احمد صباگردی (پدر خوانده شیما) «باتوجه به سرنخ‌های موجود پلیس بهلول را به آگاهی سیدخندان احضار کرد و پس از یک بازجویی او آزاد شد!. افسر پرونده پس از بازجویی از بهلول او را رها کرد و خطاب به من گفت که فکر نمی‌کنم این فرد دخالتی در این پرونده داشته باشد. من که حسابی تعجب کرده بودم وقتی دلیل اینکه چرا اینچنین فکر می‌کند را جویا شدم، گفت: «او آدم حسابی است زن وبچه اش در ترکیه زندگی می‌کنند و حتی اول کد تلفن همراه اش با ۱ شروع می‌شود‍!» این حرف‌ها را که شنیدم درخواست کردم پرونده شیما را به «اداره ۱۱ آگاهی مرکز» انتقال دهند. پرونده شیما در اداره ۱۱ آگاهی تهران پیگیری شد و احضار بهلول برای آخرین مرتبه به پلیس آگاهی مرکز صورت گرفت. این بار کارآگاهان با ترفندهای تخصصی بهلول را به حرف آوردند و او مجبورش شد اعتراف کند. بهلول تأیید کرد شیما، دختر من به مدت ۴۵ روز در خانه اش زندانی بود و هرروز شیما را به ماده مخدر شیشه آلوده‌تر می‌کرد او حتی گفت: روزی که اولین بار به آگاهی سیدخندان احضار شدم شیما در خانه ام زندانی بود."»

### نقد عملکرد قوه قضائیه
پدر شیما در مصاحبه با یکی دیگر از روزنامه‌ها گفت: «حین بازرسی از خانه بهلول ده‌ها کفش دخترانه پیدا شد اما وقتی در دادگاه دلیل وجود این کفش‌ها را پرسیدند گفت من تاناکورا فروش هستم. براساس شواهد وقرائن شیما اولین و آخرین قربانی او نبوده است اما دخترانی مانند سمیرا که از چنگال او فرار کردند، به دلیل حفظ آبرو شکایتی از او نکردند و خانواده‌هایشان هم سکوت کردند. حالا که بهلول آزاد شده و آزادانه در میان مردم زندگی می‌کند، یک تهدید جدی برای هموطنان است چراکه سمیراها و شیماهای زیادی در معرض خطر قرار دارند. برخلاف اعترافات این قاتل نه شیما و سمیرا هیچ‌یک موادمخدر مصرف نمی‌کردند. اتفاقاً خود این فرد توزیع‌کننده شیشه در پایانه بیهقی بود. شیمای عزیزمان ۴۰ الی ۵۰ روز در خانه او در اسارت بود و طبق اعترافات بهلول شیطان صفت بارها به دخترمان تجاوز کرده بود. با وجود تعدد جرم آدم‌ربایی و قتل عمد هیچ ترسی از دستگاه قضایی نداشت. قطعاً اولین خلاف او در سن ۶۰ سالگی نبوده و این فرد پیش از این هم جنایت‌های انجام داده اما پیگیری‌ها دقیق نبوده است.»
مطبوعات ایران در گزارشی از دادگاه نوشتند که بهلول حتی در جریان برگزاری دادگاه به پدرخوانده شیما که پیگیر پرونده بوده است فحاشی رکیک می‌کرده است.

### اظهارات قاضی شهریاری
در برابر انتقادات مطرح شده در رسانه پس از آزادی بهلول و تدوین کارزاری که در زمانی کوتاه به نزدیک ۱۰۰ هزار امضا رسید خبرگزاری قوه قضائیه ایران (خبرگزاری میزان) مصاحبه ای با سرپرست دادسرای جنایی تهران سرپرست دادسرای جنایی تهران انجام داد. خبرگزاری میزان در ابتدا ناپدری شیما (احمد صباگردی) را به دلیل انتقاداتی که از آزادی بهلول داشته و همچنین عقیده وی مبنی بر قاتل زنجیره ای بودن بهلول به انتشار " روایت‌های متناقضی در فضای مجازی… که امنیت روانی افکار عمومی را تحت تاثیر قرار داده " متهم کرد. قاضی شهریاری در این مصاحبه گفت: «با توجه به حساسیت پرونده، شخصاً مسئولیت آن را برعهده گرفتم و از متهم بازجویی کردم. شیما که با ناپدری خود زندگی می‌کرد، در برهه‌ای برای ملاقات با پدر و مادر واقعی خود اقدام به ترک منزل ناپدری خود می‌کند. دختر پس از ترک منزل ناپدری خود به ترمینال آرژانتین رفته و بعد از مراجعه به ترمینال مفقود می‌شود. براساس اظهارات متهم در بازجویی‌ها، وی در ترمینال آرژانتین با این دختر آشنا شده و با هم ارتباط برقرار کرده‌اند. دختر نیز با رضایت خودش به منزل وی آمده است. متهم با شیما ارتباط برقرار کرده و او با رضایت خودش به منزل او رفته و مواد مخدر استعمال می‌کردند. شیما قبل از این اتفاق ۳ مرتبه سابقه فرار از منزل را داشته و مواد مخدر مصرف می‌کرده که سوابق آن در پرونده موجود است. پس از انجام تحقیقات جامع پلیسی، فرضیه انجام قتل‌های دیگر از سوی این راننده تاکسی رد شد.» در حالیکه خبر فرار دختری بنام سمیرا از منزل بهلول به نحو وسیعی در روزنامه‌های ایران منتشر شده و روزنامه نگاران از جمله روزنامه همشهری گزارشاتی را که شامل مصاحبه با همسایگان است در این باره منتشر کرده بودند؛ قاضی شهریاری می‌گوید: «در پرونده نامی از این دختر وجود ندارد و هیچ دختری با نام سمیرا از بهلول نزد ضابط یا مقام قضایی شکایت نکرده است. ضمن اینکه هیچ جسدی غیر از جسد شیما در خانه پیدا نشد.» احمد صباگردی (پدر خوانده شیما) معتقد است که: «براساس شواهد وقرائن شیما اولین و آخرین قربانی او نبوده است اما دخترانی مانند سمیرا که از چنگال او فرار کردند، به دلیل حفظ آبرو شکایتی از او نکردند و خانواده‌هایشان هم سکوت کردند.» روزنامه همشهری در آبان ۱۳۹۹ پیرامون فرار یک دختر از خانه بهلول نوشته بود: «بهلول مرد مرموزی بود. رفت و آمدهای مشکوکی داشت. چندین بار خانم‌های مختلف را دیده بودیم که به خانه او رفت و آمد می‌کردند. اما سر و صدایی از او نشنیده بودیم. تا اینکه هفته قبل صدای جیغ و فریاد زنی حدوداً ۳۲ یا ۳۳ ساله را از خانه اش شنیدیم. شیشه در ورودی را شکسته بود و فریاد می‌زد و می‌گفت اینجا گیر افتاده‌ام، کمکم کنید بیایم بیرون. یک دختر و پسر جوان آتش‌نشانی را خبر کردند و انگار مأموران آتش‌نشانی موضوع را به پلیس هم خبر دادند.»
در حالیکه احمد صباگردی می‌گوید که لباسها و کفش‌های دست دوم زنانه و تار موی زنانه در منزل قاتل کشف شده است اما قاضی شهریاری می‌گوید که لباسها مردانه بوده است. وی می‌گوید: «ادعاها در مورد اینکه کفش‌های متعدد دخترانه در منزل بهلول کشف شده نه چنین چیزی صحت دارد و نه در پرونده گزارشی با این عنوان ثبت شده است.»
در مصاحبه قاضی شهریاری به مسئله عفو بهلول و آزادی زود هنگام وی اشاره ای نشده است.

## کارزار علیه بهلول
در مرداد ۱۴۰۳ کارزاری با عنوان «برگرداندن رباینده و قاتل شیما به زندان» برای اعتراض به آزادی قاتل ایجاد شد که در مدت کوتاهی توانست تا قریب به یکصد هزار امضا جمع‌آوری کند.